# Bankaool
Bankaool es una institución financiera mexicana fundada en Delicias, Chihuahua, en 1976. Surgió como un proyecto concebido por un grupo de socios con el propósito de proporcionar créditos y financiamiento para impulsar el desarrollo de la región.  
Esta institución de banca múltiple tiene presencia física, en 23 sucursales ubicadas en Chihuahua y la Ciudad de México,y virtual con servicios financieros a través de plataformas digitales.
En 2023, Bankaool inició una nueva etapa tras ser adquirido por Grupo OMNi. Esta alianza consolidó un enfoque digital centrado en la renovación de su ecosistema financiero, respaldado por una importante inversión en tecnología que ascendió a 120 millones de dólares, lo que marco un punto de inflexión en su crecimiento e imagen.  
En la actualidad, Bankaool se encuentra en constante transformación y mejora continua con el objetivo de adaptarse a un futuro cada vez más digital y posicionarse como un jugador relevante en el sector bancario en la era moderna.

## Historia
En 2006 nace como Agrofinanzas, enfocando sus servicios de banca a productores y pymes del sector agrario.
En 2012 se convierte en Institución de Banca Múltiple recibiendo su debida autorización por la Comisión Nacional Bancaria de Valores desde diciembre de ese mismo año.
En 2014 cambia de nombre al actual: BANKAOOL y se lanza la plataforma digital movilizando todos sus servicios a un servidor en línea, sin embargo tras cinco años de estar en funcionamiento se reportan pérdidas siendo necesaria la venta. En 2017 Bankaool se encuentra en un proceso de
adquisición por parte del reconocido Grupo Financiero Ve Por Más (Bx+), sin embargo aun no se sabe la cantidad exacta por la que fue adquirida.
En febrero de 2018, Banco Ahorro Famsa, una de las instituciones conocidas como bancos-tienda, informó sobre la adquisición de la cartera de pasivos correspondiente a las cuentas de captación de Bankaool.

## Calificaciones crediticias
Bajo el liderazgo de Grupo OMNi, Bankaool ha recibido tres calificaciones de agencias reconocidas.
En junio de 2024, la agencia Fitch Ratings asignó la calificación de BBB+ con perspectiva estable. Las calificaciones obtenidas reflejan su modelo de negocio en proceso de transformación, caracterizado por el fortalecimiento de controles y procesos operativos, así como por la expansión geográfica e inclusión de nuevos productos crediticios y no crediticios. 
En septiembre de 2024, HR Ratings revisó al alza la calificación de HR BB- a HR BB+, modificando la Perspectiva de Estable a Positiva, y ratificó la calificación de HR4 para Bankaool, por la mejora observada en su posición de solvencia y de rentabilidad, donde el índice de capitalización básico aumentó a 16.2% al segundo trimestre de 2024 (2T24). El cambio de perspectiva se atribuye al plan de negocios de Bankaool. 
En noviembre de 2024, la agencia Moody's otorgó la calificación BBB+ con perspectiva estable. El resultado positivo para Bankaool se debió a la buena calidad de sus activos, así como al reconocimiento de su modelo de negocios. Como ratificó Mooyd's, el banco se ha enfocado en fortalecer su balance, sanear su cartera y prepararse para la transformación de su modelo de negocio, con la finalidad de "crear un ecosistema financiero digital con dos elementos clave: la innovación tecnológica y la necesidad de sus usuarios". 

## Alianzas y patrocinios
Bankaool ha establecido alianzas para facilitar su acceso a nuevos mercados financieros, así como acuerdos comerciales con equipos deportivos para fortalecer su presencia de marca.

### Adopción del sistema Calypso
En febrero de 2024 se dio a conocer que Bankaool seleccionó la plataforma Calypso Treasury Foundations con estándares de Nasdaq para la gestión de su tesorería y liquidez. La adopción de esta plataforma reforzó la infraestructura del banco para la expansión de sus servicios digitales.

### Alianza con el Cruz Azul
Como parte del movimiento de expansión nacional, Bankaool firmó una alianza con el equipo mexicano Cruz Azul en septiembre de 2024. Esta alianza ha tenido el objetivo de incrementar la base de usuarios con la expansión de productos bancarios. "Bankaool y Cruz Azul comparten un espíritu común: el de los valientes que no se detienen ante los obstáculos", comentó Juan Antonio Pérez Simón González, director general de Bankaool. 
El patrocinio de Bankaool al Cruz Azul ha derivado en una serie de dinámicas y productos personalizados que refuerzan, por un lado, la afición con el equipo deportivo y, por otro, la expansión del banco. El anuncio a la afición se realizó durante el medio tiempo del encuentro entre Cruz Azul y Guadalajara del Torneo Apertura 2024 el sábado 21 de septiembre de 2024. Al término del primer tiempo, el banco elevó un dirigible con el logo de Bankaool sobre la cancha del Estadio Ciudad de los Deportes como símbolo de la nueva alianza entre la institución y el club celeste.
El banco ha expandido su alianza con una tarjeta virtual conmemorativa del Cruz Azul, disponible como un diseño intercambiable en su app móvil que, además, ofrece beneficios descuentos en la tienda oficial del club deportivo, preventa a los partidos del Cruz Azul y acceso a dinámicas para ganar productos autografiados. 

### Alianza con Caudillos de Chihuahua
El banco de origen chihuahuense firmó una alianza con el equipo Caudillos de Chihuahua en abril de 2025 para la temporada 2025 Liga de Futbol Americano Profesional (LFA). Al respecto, el presidente y propietario de Caudillos, Jorge Ginther compartió: "“Celebrar esta gran alianza que tenemos con Bankaool. Estas dos marcas orgullosamente chihuahuenses con mucha garra, el carácter que tienen nos unen para hacer crecer no solo a nivel México, sinó en lo internacional, haciéndolo con pasión y corazón”. 
Como parte de los productos derivados de este acuerdo, Bankaool lanzó una versión de su tarjeta virtual con un diseño conmemorativo del bicampeonato de Caudillos. Este tarjeta, además, ofrece más beneficios para los aficionados del equipo chihuahuense. 

### Alianza con Cicada Technologies, Inc.
El banco de origen chihuahuense firmó una alianza con Cicada, con sede en Greenwich, para fortalecer la oferta de productos financieros de deuda en México. Este acuerdo reflejó la estrategia de Bankaool para posicionarse en el mercado de dinero y expandir su presencia a través de soluciones digitales. 

### Patrocinador oro en la 88.ª Convención Bancaria
La edición 88 de la Convención Bancaria, que reúne a los actores clave del sector, contó con la participación de Bankaool como Patrocinador Oro. El encuentro, organizado por la Asociación de Bancos de México, se celebró Nuevo Vallarta y tuvo como tema principal "La Banca y su aportación al desarrollo de México". 

## Premios y reconocimientos
Bankaool ha sido galardonado en dos ocasiones: 
- En el 2012, el G20 premió al banco como una de las quince empresas innovadoras en modelos de negocios incluyentes.[18]
- En el 2013, el International Financial Corporation (IFC) otorgó el premio de “Líder de negocios Incluyentes”.[19]

## Regreso
Tras ser adquirido por OMNi en 2023, Bankaool experimentó una transformación significativa en el panorama financiero mexicano. Bajo el liderazgo de OMNi, la institución ha llevado a cabo una serie de cambios estratégicos para fortalecer su posición en el mercado. Con un renovado enfoque en tecnología, expansión geográfica y mejora continua de servicios, Bankaool busca consolidarse como líder en la banca moderna mexicana.

## Política de Comisión Cero
En abril de 2024 Bankaool actualizó su política de retiros de efectivo que denominó "Comisión Cero", en referencia al beneficio que obtienen los usuarios de una tarjeta de Bankaool al disponer de dinero en efectivo sin costo en cualquier cajero automático del país. Este beneficio se traduce en un servicio más ágil y accesible para los usuarios del banco. 

## Apoyo al campo
A la par de su expansión nacional, Bankaool ha mantenido un arraigo a su tierra de origen, participando en eventos y convenciones enfocadas al sector agrario y lechero. 

### Expositor en el Día de la Alfalfa
Bankaool participó como expositor en la segunda edición de la feria por el Día de la Alfalfa, que se desarrolló en el municipio de Meoqui, Chihuauha. En este encuentro, presentó la oferta de su cartera de productos enfocadas en el sector agrario.

### Patrocinador del Día del Nogalero 2024
Bankaool fue patrocinador de la edición 27 del Día del Nogalero, que se celebró en el Centro de Exposiciones de Delicias. El encuentro ocurrió en septiembre del 2024 y reunió a representantes del gobierno de Chihuahua, productos, investigadores y comerciales. 

### Patrocinador del DIGAL
Bankaool ha sido patrocinador de las ediciones 25 y 26 del Día Internacional del Ganadero Lechero (DIGAL). Ambas ediciones se realizaron en septiembre en el Centro de Convenciones de Delicias, Chihuahua. La conexión del banco con sus raíces delicienses se han reforzado con el patrocinio de este evento por segundo año consecutivo.

## Eventos culturales y deportivos
Bankaool ha participado en diversos eventos culturales, de entretenimiento y deportivos, para fortalecer su acercamiento con la comunidad, principalmente en Chihuahua y la Ciudad de México.

### Festival Flores y Jardines 2025
Bankaool se sumó al Festival Flores y Jardines 2025, que se llevó a cabo del 3 al 6 de abril de 2025 en Polanco, CDMX, con una decoración sobre la fachada de su sede en Masaryk y Anatole France. El diseño de la instalación estuvo inspirado en la talavera poblana y la flora nacional. 

### Carrera de San Silvestre 2024
Bankaool fue patrocinador de la edición 49 de la carrera San Silvestre en Delicias, Chihuahua, que reunió a más de 1500 corredores. La carrera, que se realizó el 31 de diciembre de 2024, abarcó dos circuitos: 10 kilómetros para la rama competitiva y 4 kilómetros para la rama recreativa. 

### Eventos en la fachada de Masaryk
La sede de Bankaool en Masaryk, Polanco, se ha decorado en varias ocasiones, reflejando la cultura y las tradiciones de los mexicanos. La primera de ellas ocurrió entre octubre y noviembre de 2024 con una instalación de flores de cempasúchil. La segunda sucedió a finales del 2024 con una decoración alusiva a la temporada navideña.

### Carrera con la asociación Darenka
Bankaool fue patrocinador de la edición 49 de la carrera organizada por Darenka para Niños con Cáncer A.C. La competencia se desarrolló el 20 de octubre de 2024 en la ciudad de Chihuahua.